# Campanularia
Campanularia är ett släkte av nässeldjur som beskrevs av de Lamarck 1816 [n. cons., ICZN. Campanularia ingår i familjen Campanulariidae.

## Bildgalleri

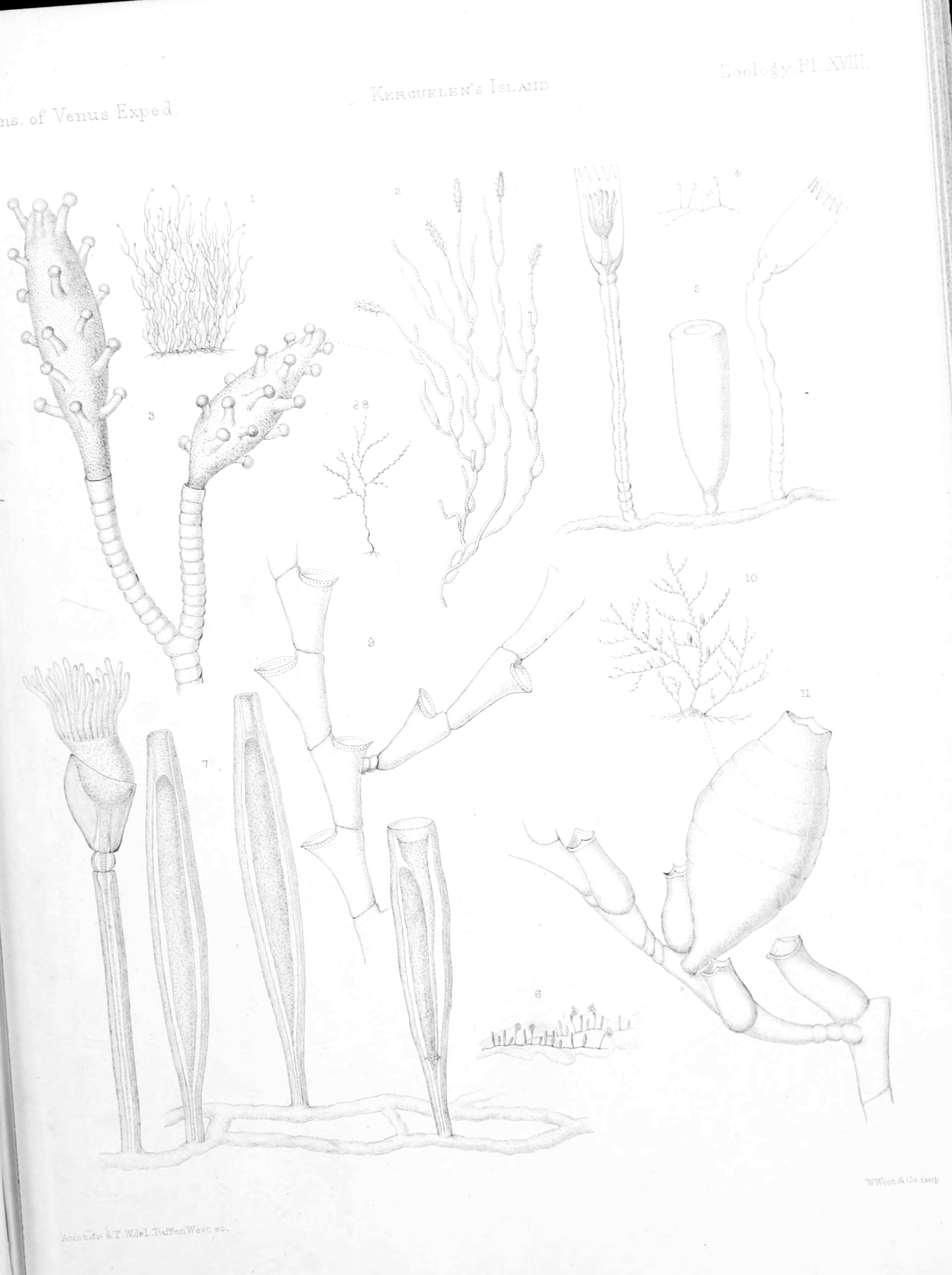

## Dottertaxa tillCampanularia, i alfabetisk ordning[1][2]
- Campanularia abyssa
- Campanularia africana
- Campanularia agas
- Campanularia ambiplica
- Campanularia antarctica
- Campanularia brachycaulis
- Campanularia brevicaulis
- Campanularia breviscyphia
- Campanularia carduella
- Campanularia castellata
- Campanularia certidens
- Campanularia clytioides
- Campanularia corrugata
- Campanularia costata
- Campanularia crenata
- Campanularia delicata
- Campanularia denticulata
- Campanularia diversa
- Campanularia erythraea
- Campanularia eurycalyx
- Campanularia fasciculata
- Campanularia fusiformis
- Campanularia gaussica
- Campanularia gigantea
- Campanularia groenlandica
- Campanularia hesperia
- Campanularia hicksoni
- Campanularia hincksii
- Campanularia indopacifica
- Campanularia integra
- Campanularia laminacarpa
- Campanularia longitheca
- Campanularia macroscypha
- Campanularia morgansi
- Campanularia nodosa
- Campanularia nuytsensis
- Campanularia pecten
- Campanularia pumila
- Campanularia pygmaea
- Campanularia roberti
- Campanularia sinuosa
- Campanularia subantarctica
- Campanularia sulcata
- Campanularia volubilis